# Presidente de Burkina Faso
El Presidente de Burkina Faso es el Jefe de Estado de Burkina Faso. El actual Presidente Interino es el Coronel Ibrahim Traore, quien fue nombrado por la junta militar el 30 de septiembre de 2022, después de que la constitución fuera restaurada, la cual había sido suspendida después del Golpe de Estado del 23 y 24 de enero de 2022 contra el Presidente Roch Marc Christián Kaboré.

## Historia

Estandarte presidencial de Alto Volta (1960-1984).

El 11 de diciembre de 1958 el Alto Volta, antiguo nombre por el que era conocido Burkina Faso, se convirtió en un territorio autónomo dentro de la Comunidad Francesa. En marzo de 1959 rechazó unirse al proyecto de federación conocida a partir de abril como Federación de Malí (Sudán francés y Senegal).
El 5 de agosto de 1960, Alto Volta obtuvo su independencia y Maurice Yaméogo, fue el líder de la Unión Democrática del Volta (UDV). La constitución de 1960 reconoció la elección, por sufragio universal, de un presidente y una asamblea nacional por períodos de 5 años. Tras llegar al poder, Yaméogo prohibió todos los partidos políticos excepto la UDV. El gobierno duró hasta 1966, cuando, tras tensiones sociales, el ejército intervino.
Se creó un gobierno militar provisional que dio la presidencia a Sangoulé Lamizana, militar que encabezó el golpe. En 1974 creó el puesto de primer ministro. El gobierno de Lamizana se caracterizó por los problemas de desertificación y problemas económicos que desembocaron en un intento de golpe de Estado; Lamizana disolvió la Asamblea y concentró todo el poder del estado con una nueva constitución (1977).
En 1980 se produjo un golpe de Estado incruento de Saye Zerbo que suspendió la constitución y estableció un gobierno militar. La oposición de los sindicatos fue clave en la destitución de Zerbo en un nuevo golpe de Estado (1982) que aupó al poder a Jean-Baptiste Ouédraogo. 
La oposición al régimen militar llevó al poder a  Thomas Sankara en 1983, cuando contaba con 33 años, en virtud de un golpe de Estado apoyado por grandes capas de la población. Alto Volta cambió su nombre por Burkina Faso en 1984.
Durante su gobierno trató de evitar toda la ayuda exterior, impulsando la reducción de la deuda odiosa, estatizando todas las tierras y riquezas minerales, para evitar el poder y la influencia del FMI y del Banco Mundial sobre su nación. Sus políticas nacionales se centraron en prevenir la hambruna con una autosuficiencia agraria y una reforma agraria, dio prioridad a la educación con una campaña nacional de alfabetización y promovió la salud pública con la vacunación de 2,5 millones de niños contra la meningitis, fiebre amarilla y el sarampión. Otros componentes de su agenda nacional incluían la plantación de más de diez millones de árboles para poner fin a la creciente desertificación del Sahel, la duplicación de la producción de trigo debido a la redistribución de la tierra de los terratenientes feudales a los campesinos, la suspensión de los impuestos rurales y las rentas nacionales, y el establecimiento de un ambicioso programa de construcción de ferrocarriles y carreteras para "unir a la nación". Además, su compromiso con los derechos de la mujer lo llevó a prohibir la mutilación genital femenina, los matrimonios forzados y la poligamia. 
La transformación del país en un estado socialista provocó la intervención de Francia, antigua potencia colonial, como resultado, el 15 de octubre de 1987 fue derrocado y asesinado en un golpe de Estado liderado por Blaise Compaoré. En diciembre de 1990 convoca a los legisladores para conformar un proyecto de Constitución. En 1991 es elegido presidente en la primera elección de la IV República. En diciembre de 1998 es elegido por otros 7 años de mandato.
A partir de la dictadura de Compaoré, Burkina Faso se amoldó al modelo de país francoafricano por la corrupción, saqueo de recursos naturales como algodón, vía la empresa local Sofitex o a través de la empresa Sirex, nepotismo y asesinatos políticos.
Como respuesta a sus intentos de reformar la Constitución de Burkina Faso para extender aún más su periodo presidencial, que ya era de 27 años, se iniciaron una serie de violentas y masivas protestas que el 30 de octubre de 2014 llevaron al asalto del parlamento. Finalmente Compaoré declaró estado de emergencia y resolvió disolver el gobierno. Sin embargo, la resolución de Compaoré no fue acatada por el Ejército, que en su mayoría apoyaba abiertamente las revueltas civiles y consideraba la decisión del presidente como una maniobra para continuar al frente del Ejecutivo aun nombrando a nuevos miembros de gabinete. Compaoré se refugió en Yamusukro, la capital política de Costa de Marfil.
El 1 de noviembre el coronel Yacouba Isaac Zida asumió la jefatura de Estado y proclamó un gobierno de transición que habría de liderar un nuevo proceso constituyente a fin de restablecer el orden en un plazo de doce meses naturales. En 2015 se producirá un intento de golpe de Estado liderado por  militares aliados del presidente Compaoré.
Las elecciones presidenciales de 2015 dieron como vencedor al presidente Roch Marc Christian Kaboré, quien fue reelegido en las elecciones presidenciales de 2020 pero fue derrocado en un golpe de Estado en 2022 liderado por Paul Henri Sandaogo Damiba.

## Elección
La constitución de 1991 establece que cada candidato debe ser burkinés de nacimiento, tener más de 35 años y menos de 75 años y estar en posesiones de derechos civiles y políticos (artículo 38).
El presidente se elige por sufragio universal y directo, siendo elegido por mayoría absoluta. En caso de no obtenerse dicha mayoría, en 15 días debe celebrarse una segunda vuelta en los dos candidatos que más votos obtuvieron en la primera vuelta. El presidente será elegido por mayoría simple (artículo 39).

## Mandato
El presidente es elegido para un periodo de cinco años, pudiendo presentarse a la reelección para un segundo mandato (artículo 37). Las funciones de presidente son incompatibles cualquier otro tipo de empleo público o actividad profesional (artículo 42).
En caso de incapacidad temporal sus funciones serán asumidas por el primer ministro. En caso de vacancia por incapacidad absoluta declarada sus atribuciones serán asumidas por el presidente del Senado, que será el encargado de convocar elecciones presidenciales (artículo 42).

## Poderes
Entre sus atribuciones esta la de jefe del estado, velar por el respeto a la constitución, establecer las directrices de la política estatal, encarna la unidad nacional, la independencia y la integridad territorial. 
El presidente nombra al primer ministro teniendo en cuenta las mayorías parlamentarias resultantes de las elecciones a la Asamblea Nacional (artículo 46). Además como jefe del estado preside el Consejo de ministros, aunque puede ser sustituido por el primer ministro (artículo 47).
Como en la mayoría de constituciones semipresidencialistas, el presidente esta facultado para disolver, previa consulta con el jefe del gobierno, presidente de la cámara legislativa y el presidente de Senado, la disolución de la Asamblea Nacional (artículo 50)
En cuanto a la defensa, el presidente es el Comandante supremo de las Fuerzas Armadas Nacionales, así como presidir el Consejo Superior de Defensa y nombrar al Mayor General en Jefe de los Ejércitos (artículo 52).
El jefe del estado es también presidente del Consejo Superior de la Magistratura y puede ejercer su derecho a conceder perdón y leyes de amnistía (artículo 53).
Establece, previa consulta con el Consejo de ministros, los estados de sitio y emergencia (artículo 58).

## Lista de presidentes (1960 - )
| Espectro político       |
| ----------------------- |
| MDV-RDA CDP Militar MPP |

| Presidente de la República           | Presidente de la República           | Presidente de la República                                         | Elecciones                           | Inicio                               | Fin                                  | Partido                                                        |                                      |
| República del Alto Volta (1960-1984) | República del Alto Volta (1960-1984) | República del Alto Volta (1960-1984)                               | República del Alto Volta (1960-1984) | República del Alto Volta (1960-1984) | República del Alto Volta (1960-1984) | República del Alto Volta (1960-1984)                           | República del Alto Volta (1960-1984) |
| ------------------------------------ | ------------------------------------ | ------------------------------------------------------------------ | ------------------------------------ | ------------------------------------ | ------------------------------------ | -------------------------------------------------------------- | ------------------------------------ |
|                                      |                                      | Maurice Yaméogo (1923-1993)                                        | 1965                                 | 5 de agosto de 1960                  | 3 de enero de 1966                   | MDV-RDA                                                        |                                      |
|                                      |                                      | Aboubacar Sangoulé Lamizana (1916-2005)                            | 1970                                 | 3 de enero de 1966                   | 25 de noviembre de 1980              | Independiente                                                  |                                      |
| 3.                                   |                                      | Saye Zerbo (1932-2013)                                             | -                                    | 25 de noviembre de 1980              | 7 de noviembre de 1982               | Militar (Comité Militar de Recuperación del Progreso Nacional) |                                      |
| 4.                                   |                                      | Jean-Baptiste Ouédraogo (1942-)                                    | -                                    | 7 de noviembre de 1982               | 4 de agosto de 1983                  | Militar (Consejo de Salud del Pueblo)                          |                                      |
| –                                    |                                      | Thomas Sankara (1949-1987)                                         | -                                    | 4 de agosto de 1983                  | 4 de agosto de 1984                  | Militar (Consejo Nacional de la Revolución)                    |                                      |
| República de Burkina Faso (1984- )   |                                      |                                                                    |                                      |                                      |                                      |                                                                |                                      |
| 5.                                   |                                      | Thomas Sankara (1949-1987)                                         | -                                    | 4 de agosto de 1984                  | 15 de octubre de 1987                | Militar                                                        |                                      |
| 6.                                   |                                      | Blaise Compaoré (1951-)                                            | 1991 1998 2005 2010                  | 15 de octubre de 1987                | 31 de octubre de 2014                | CDP                                                            |                                      |
| –                                    |                                      | Isaac Zida (1965-) Jefe de Estado de la Transición                 | -                                    | 1 de noviembre de 2014               | 21 de noviembre de 2014              | Militar                                                        |                                      |
| –                                    |                                      | Michel Kafando (1942-) Presidente de la República interino         | -                                    | 21 de noviembre de 2014              | 17 de septiembre de 2015             | Independiente                                                  |                                      |
| –                                    |                                      | Gilbert Diendéré (1960-) Jefe de Estado de la Transición           | -                                    | 17 de septiembre de 2015             | 23 de septiembre de 2015             | Militar (Consejo Nacional para la Democracia de Burkina Faso)  |                                      |
| –                                    |                                      | Chérif Sy (1960-) Presidente de la República interino              | -                                    | 17 de septiembre de 2015             | 23 de septiembre de 2015             | Sin filiación                                                  |                                      |
| –                                    |                                      | Michel Kafando (1942-) Presidente de la República interino         | -                                    | 23 de septiembre de 2015             | 29 de diciembre de 2015              | Sin filiación                                                  |                                      |
| 7.                                   |                                      | Roch Marc Christian Kaboré (1957-)                                 | 2015 2020                            | 29 de diciembre de 2015              | 24 de enero de 2022                  | MPP                                                            |                                      |
| –                                    |                                      | Paul-Henri Sandaogo Damiba (1981-) Jefe de Estado de la Transición | -                                    | 24 de enero de 2022                  | 30 de septiembre de 2022             | Militar (Movimiento Patriótico de Salvaguarda y Restauración)  |                                      |
| –                                    |                                      | Ibrahim Traoré (1988-) Jefe de Estado de la Transición             | -                                    | 30 de septiembre de 2022             | En el cargo                          | Militar (Movimiento Patriótico de Salvaguarda y Restauración)  |                                      |